# Gastrektomi
Gastrektomi är en medicinskt ingrepp där man avlägsnar hela eller delar av magsäcken. Ingreppet används primärt för magsår (ulcus), pentrerande skador på magsäcken och cancer, och utfördes först av Theodor Billroth 1881 för att behandla just cancer. Eftersom magsår i allt högre utsträckning behandlas med antibiotika (om de orsakas av Helicobacter pylori) eller med endoskopi utförs ingreppet alltmer sällan.
- Wikimedia Commons har media som rör Gastrektomi.